# Metida (luna)
Metida (grško Μήτις: Métis) je Jupitrov naravni satelit. Spada v skupino notranjih Jupitrovih satelitov. Leži zelo blizu Jupitra, zato je o njej zelo malo znanega.
Luno je leta 1979 odkril Voyager 1. Najprej je dobila začasno ime S/1979 J 3. Označujejo jo tudi kot Jupiter XVI. V letu 1983 je dobila uradno ime po titanki Metidi iz grške mitologije, ki je bila prva žena Zevsa in mati Atene. 
Metida leži znotraj glavnega Jupitrovega obroča in je tako lahko glavni vir za snov, ki obroč sestavlja. Tir lune leži znotraj polmera sinhrone orbite (podobno kot Adrasteja), tako da plimovanje močno vpliva na njeno tirnico. Prav tako njena tirnica leži znotraj Rocheeve meje za tekoče satelite, vendar ne znotraj meje za toge satelite. Zaradi tega razpad zaradi plimovanja ni možen.
Jupitrove lune Metide ne smemo zamenjevati z asteroidom 9 Metida.